# Gare de Lede
La gare de Lede est une gare ferroviaire belge de la ligne 50, de Bruxelles-Nord à Gand-Saint-Pierre, située sur le territoire de la commune de Lede, dans la province de Flandre-Orientale en région flamande.
Édifiée par la Compagnie du chemin de fer de Dendre-et-Waes et de Bruxelles vers Gand par Alost, elle est mise en service en 1856 par l'administration des chemins de fer de l'État belge. C'est une gare de la Société nationale des chemins de fer belges (SNCB) desservie par des trains InterCity (IC), et Heure de pointe (P).

## Situation ferroviaire
Établie à 15 m d'altitude, la gare de Lede est située au point kilométrique (PK) 34,622 de la ligne 50, de Bruxelles-Nord à Gand-Saint-Pierre, entre les gares d'Alost et de Serskamp.

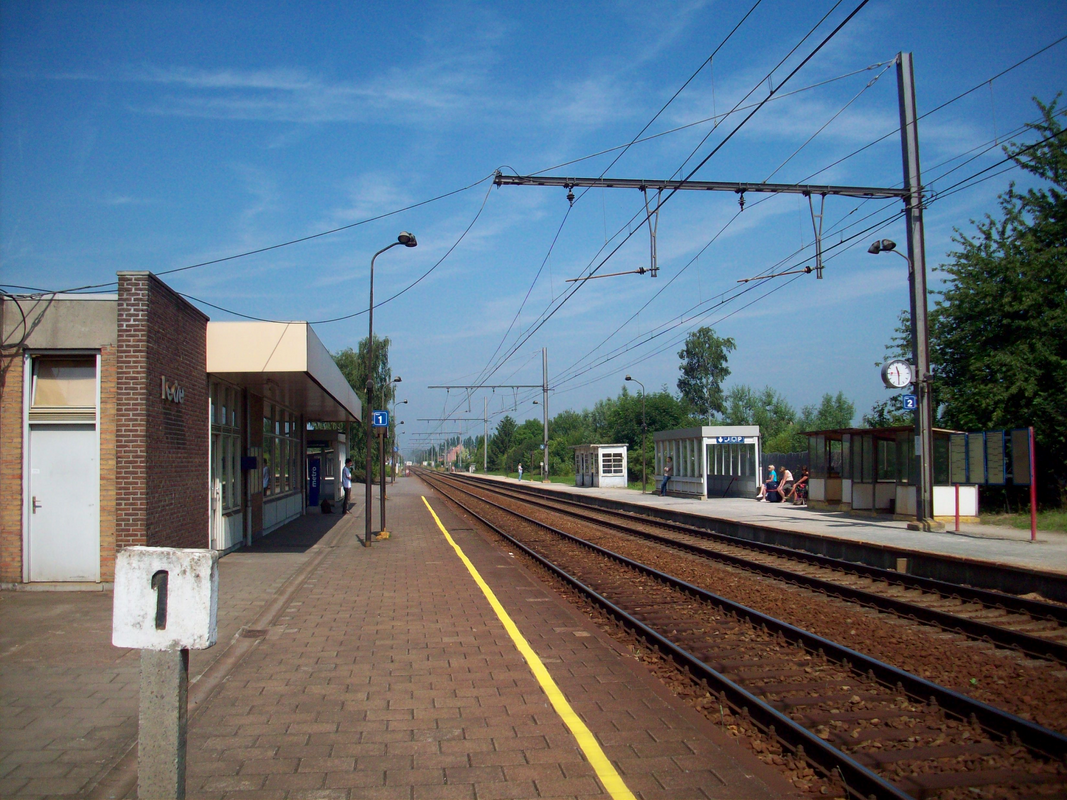
Intérieur de la gare.

## Histoire
La « station de Lede », construite par la Compagnie du chemin de fer de Dendre-et-Waes et de Bruxelles vers Gand par Alost, est mise en service le 1er mai 1856 pour le compte de l'administration des chemins de fer de l'État belge, lorsqu'elle ouvre à l'exploitation la section d'Alost à Schellebelle.
Elle est dotée d'un bâtiment des recettes, dû à l'architecte Jean-Pierre Cluysenaar , mélangeant la brique et le bois avec des tuiles de plusieurs couleurs de la briqueterie Josson & Delanghe. Il possédait des ressemblances avec celui de la gare de Zandbergen et sera démoli en 1976. Une maison bourgeoise présentant une ressemblance frappante sera érigée en 1858 à De Pinte, en face de la gare. En 1976, la SNCB fait construire à Lede une gare en brique et en béton réalisée par l’architecte Juliaan Moens.
Le 23 juillet 2002, un accident ferroviaire est survenu près de la gare de Lede lorsqu'une rupture d'attelage a scindé en deux un train de Gand à Genk constitué de plusieurs automotrices. Le freinage automatique d'urgence a rapidement amené la tête du train à s'arrêter tandis que les voitures de queue l'ont rattrapé et percutée. Seize occupants ont été blessés dans la collision.

## Service des voyageurs

### Accueil
Gare SNCB, elle dispose d'un bâtiment voyageurs avec guichet, ouvert les lundis, jeudis et vendredis, ainsi qu'un automate de vente. Des aménagements, équipements et services sont à la disposition des personnes à la mobilité réduite. 
Un souterrain permet la traversée des voies et le passage d'un quai à l'autre.

### Desserte
Lede est desservie par des trains InterCity (IC) et Heure de pointe (P) de la SNCB, qui effectuent des missions sur la ligne commerciale 50 (Bruxelles - Gand) (voir brochure SNCB).
En semaine, Lede possède deux dessertes régulières cadencées à l’heure ainsi que quelques trains supplémentaires :
- des trains IC-20 entre Gand-Saint-Pierre, Hasselt et Tongres via Bruxelles ;
- des trains IC-29 entre Gand-Saint-Pierre et Landen ;
- un unique train P de Gand-Saint-Pierre à Alost (le matin) ;
- un unique train P de Grammont à Gand-Saint-Pierre (le matin) ;
- trois trains P entre Gand-Saint-Pierre et Schaerbeek (le matin, retour l’après-midi).

Les week-ends, et jours fériés la desserte est restreinte à deux services circulant chacun toutes les heures dans chaque sens :
- des trains IC-20 entre Gand-Saint-Pierre et Lokeren via Bruxelles ;
- des trains IC-29 entre La Panne, Gand-Saint-Pierre et Landen.

### Intermodalité
Un parc pour les vélos et un parking pour les véhicules y sont aménagés. Des bus desservent la gare.

## Comptage voyageurs
Ce graphique et tableau montre le nombre de voyageurs embarquant en moyenne durant la semaine, le samedi et le dimanche.
| Nombre de passagers qui embarquent à la gare de Lede | Nombre de passagers qui embarquent à la gare de Lede | Nombre de passagers qui embarquent à la gare de Lede | Nombre de passagers qui embarquent à la gare de Lede |
|                                                      | Semaine                                              | Samedi                                               | Dimanche                                             |
| ---------------------------------------------------- | ---------------------------------------------------- | ---------------------------------------------------- | ---------------------------------------------------- |
| 1977                                                 | 1 934                                                | 427                                                  | 385                                                  |
| 1978                                                 | 1 737                                                | 448                                                  | 382                                                  |
| 1979                                                 | 1 762                                                | 402                                                  | 281                                                  |
| 1980                                                 | 1 684                                                | 333                                                  | 300                                                  |
| 1981                                                 | 1 896                                                | 391                                                  | 320                                                  |
| 1982                                                 | 1 778                                                | 464                                                  | 312                                                  |
| 1983                                                 | 1 512                                                | 314                                                  | 213                                                  |
| 1984                                                 | 1 714                                                | 255                                                  | 181                                                  |
| 1985                                                 | 1 728                                                | 286                                                  | 230                                                  |
| 1986                                                 | 1 577                                                | 264                                                  | 177                                                  |
| 1987                                                 | 1 448                                                | 281                                                  | 189                                                  |
| 1988                                                 | 1 570                                                | 275                                                  | 185                                                  |
| 1989                                                 | 1 693                                                | 309                                                  | 191                                                  |
| 1990                                                 | 1 681                                                | 248                                                  | 188                                                  |
| 1991                                                 | 1 699                                                | 263                                                  | 193                                                  |
| 1992                                                 | 1 689                                                | 282                                                  | 176                                                  |
| 1993                                                 | 1 519                                                | 292                                                  | 194                                                  |
| 1994                                                 | 1 647                                                | 289                                                  | 170                                                  |
| 1995                                                 | 1 602                                                | 252                                                  | 162                                                  |
| 1996                                                 | 1 776                                                | 352                                                  | 159                                                  |
| 1997                                                 | 1 776                                                | 285                                                  | 155                                                  |
| 1998                                                 | 1 604                                                | 359                                                  | 212                                                  |
| 1999                                                 | 1 464                                                | 356                                                  | 220                                                  |
| 2000                                                 | 1 506                                                | 391                                                  | 290                                                  |
| 2001                                                 | 1 692                                                | 458                                                  | 269                                                  |
| 2002                                                 | 1 569                                                | 418                                                  | 258                                                  |
| 2003                                                 | 1 639                                                | 378                                                  | 272                                                  |
| 2004                                                 | 1 516                                                | 356                                                  | 290                                                  |
| 2005                                                 | 1 691                                                | 452                                                  | 326                                                  |
| 2006                                                 | 1 469                                                | 466                                                  | 325                                                  |
| 2007                                                 | 1 748                                                | 460                                                  | 402                                                  |
| 2008                                                 | -                                                    | -                                                    | -                                                    |
| 2009                                                 | 1 813                                                | 424                                                  | 312                                                  |
| 2010                                                 | -                                                    | -                                                    | -                                                    |
| 2011                                                 | -                                                    | -                                                    | -                                                    |
| 2012                                                 | 1 580                                                | 472                                                  | 432                                                  |
| 2013                                                 | 1 535                                                | 441                                                  | 391                                                  |
| 2014                                                 | 1 707                                                | 499                                                  | 397                                                  |
| 2015                                                 | 1 547                                                | 267                                                  | 194                                                  |
| 2016                                                 | 1 304                                                | 407                                                  | 336                                                  |
| 2017                                                 | 1 449                                                | 426                                                  | 369                                                  |
| 2018                                                 | 1 236                                                | 407                                                  | 392                                                  |
| 2019                                                 | 1 435                                                | 445                                                  | 404                                                  |
| 2020                                                 | 818                                                  | 339                                                  | 293                                                  |
| 2021                                                 | -                                                    | -                                                    | -                                                    |
| 2022                                                 | 1 150                                                | 406                                                  | 392                                                  |
| 2023                                                 | 1 540                                                | 575                                                  | 513                                                  |
| 2024                                                 | 1 433                                                | 509                                                  | 432                                                  |

## Galerie de photos

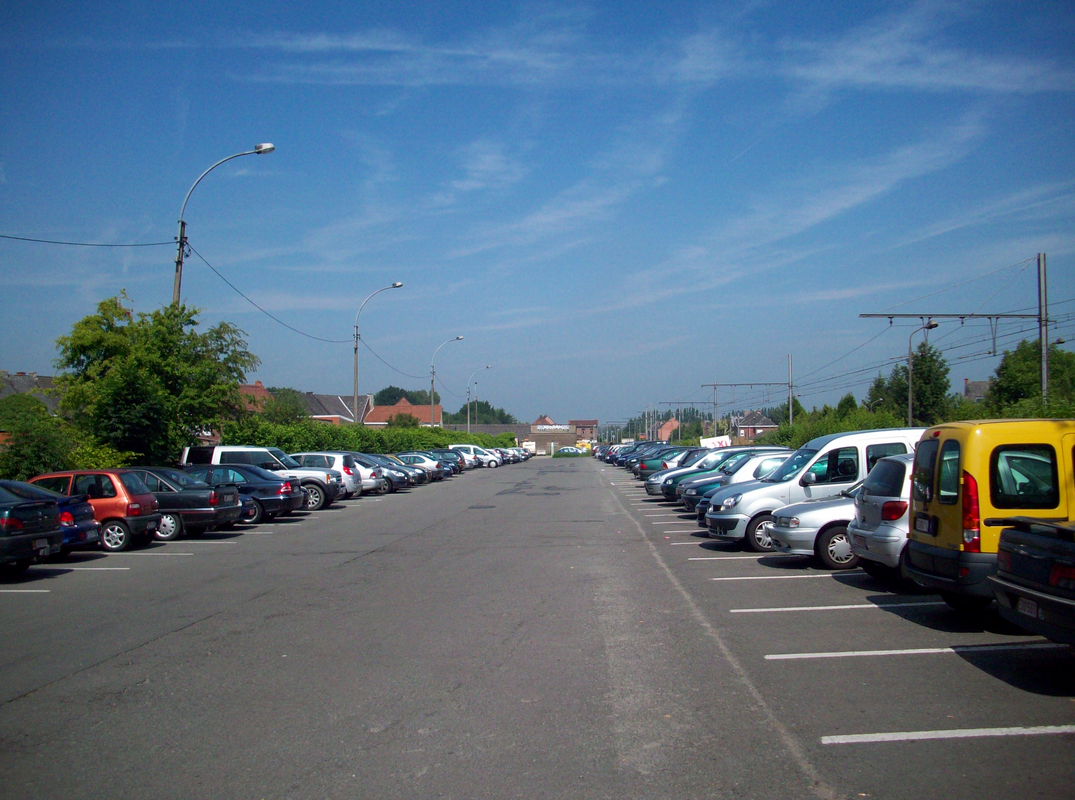
Parking véhicules.
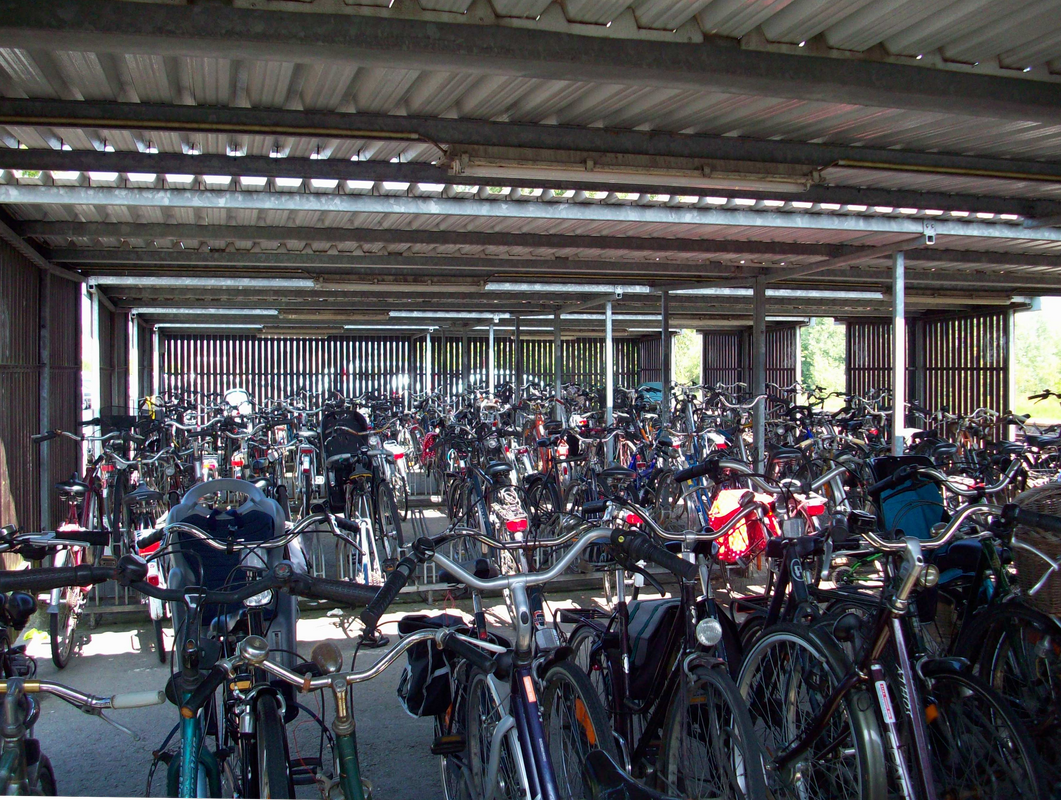
Abri à vélos.
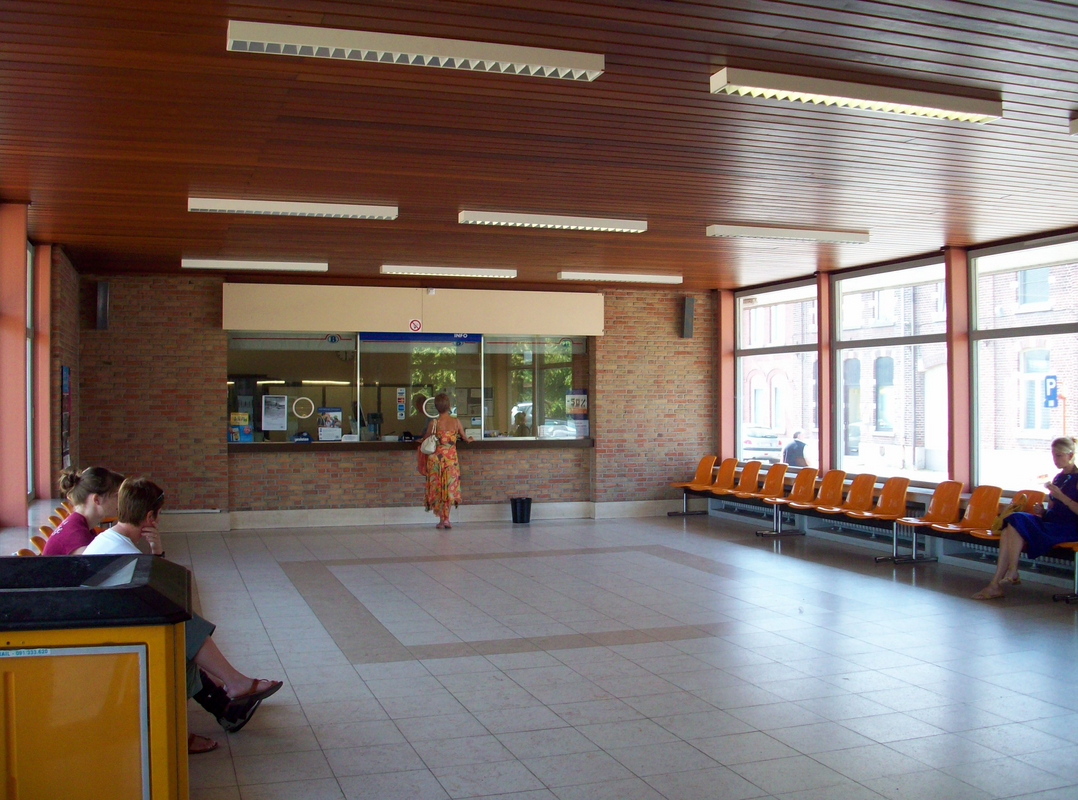
Hall et guichets.
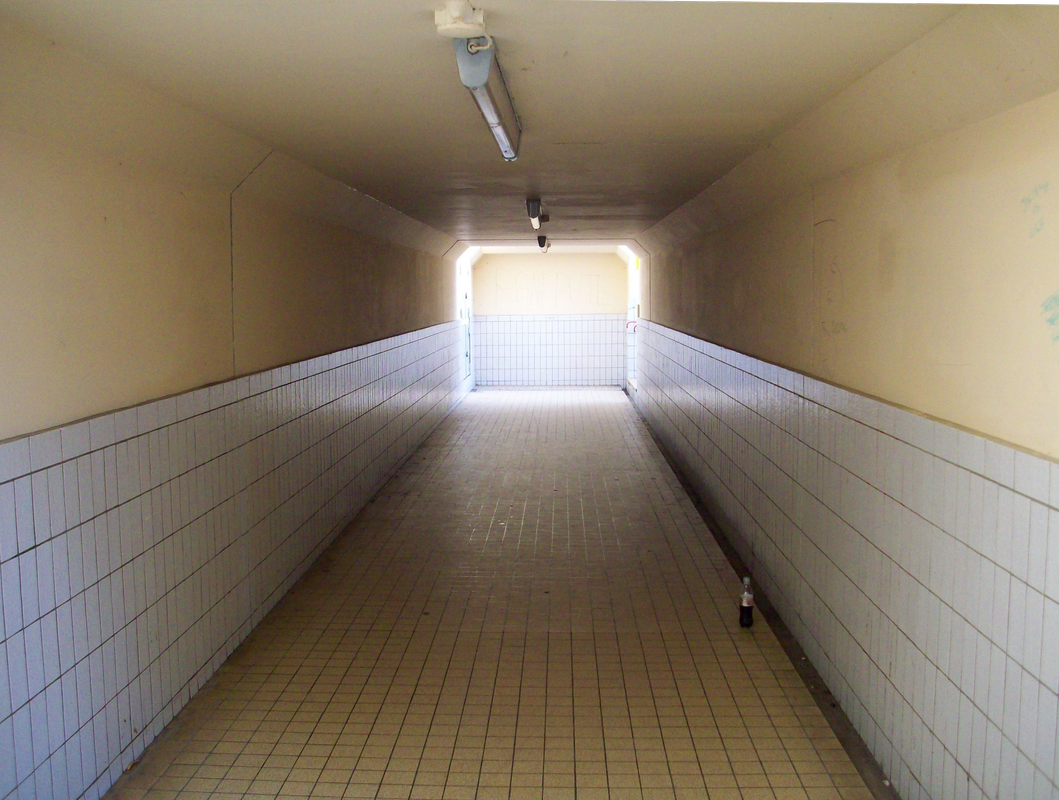
Souterrain.